# 박스 오피스 모조
박스 오피스 모조(Box Office Mojo)는 체계적인 방법으로 영화의 박스 오피스, 수익 자료를 모아서 관리하는 미국의 웹사이트이다.

## 역사
브랜든 그레이 (Brandon Gray)가 만들어 1998년 8월 시작하였다. 2002년, 그레이는 Sean Saulsbury와 파트너십을 맺고 사이트를 약 200만 독자수까지 성장시켰다. 현재 한 달 100만 명 이상의 방문자가 찾아오고 있다.

## 같이 보기
- 더 넘버스